# George Fitzmaurice
George Fitzmaurice (n. 13 februarie 1885, Paris, Franța – d. 13 iunie 1940, Los Angeles, California, SUA) a fost un regizor și producător de film de origine franceză.

## Carieră

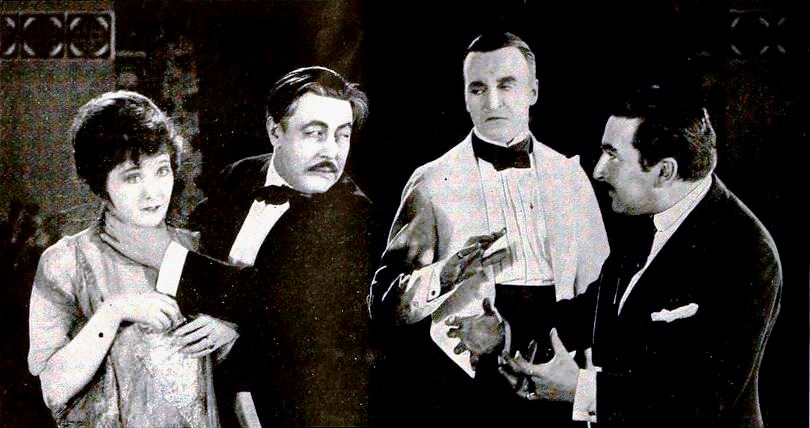
Fitzmaurice (stânga) regizează The Witness for the Defense (1919) cu Elsie Ferguson, Warner Oland, Wyndham Standing

Cariera lui Fitzmaurice a început în teatru ca scenograf. Începând cu 1914 și până la moartea sa în 1940, a regizat în total peste 80 de filme; câteva dintre acestea au avut succes, inclusiv Fiul șeicului, Raffles, Mata Hari și Suzy.
La începutul carierei sale ca regizor, Fitzmaurice s-a ocupat mai ales de regia actrițelor de teatru în filmele lor de debut în timpul primului val de mari vedete de la Broadway care au migrat către industria cinematografică în timpul primului război mondial, inclusiv Mae Murray⁠(d), Elsie Ferguson⁠(d), Fannie Ward⁠(d), Helene Chadwick⁠(d), Irene Fenwick⁠(d), Gail Kane⁠(d) și Edna Goodrich⁠(d).
Fiul șeicului este cel mai faimos film mut al său existent, notorietate amplificată și de moartea subită a vedetei sale, Rudolph Valentino. Lilac Time este un film clasic de război/romantic. Fitzmaurice a mai regizat zeci de filme mute, dintre care majoritatea sunt pierdute. Descoperirile recente în arhiva Gosfilmofond⁠(d) din Rusia (Госфильмофонд России) includ Witness for the Defense din 1919 cu Elsie Ferguson și Kick In cu Bert Lytell din 1922. O restaurare a filmului său hibrid (parțial cu sonor)  din 1928,  The Barker, a primit laude de la mulți cinefili. Zvonurile despre alte filme ale sale descoperite în Gosfilmofond includ peliculele Idols of Clay din anii 1920 (cu Mae Murray) și Three Live Ghosts cu Norman Kerry⁠(d), Anna Q. Nilsson⁠(d), Cyril Chadwick⁠(d) și Edmund Goulding⁠(d).

## Viață personală

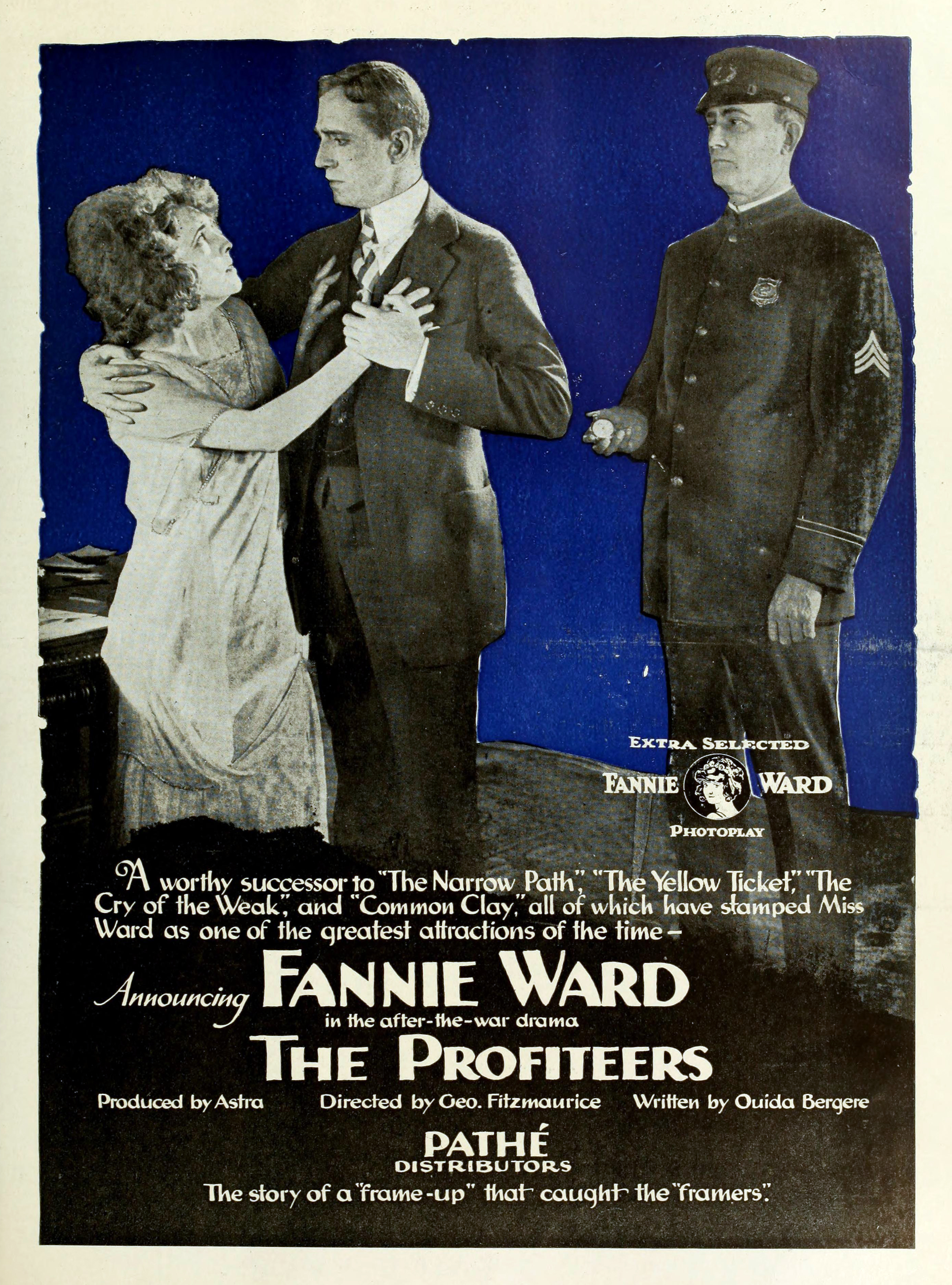
The Profiteers, 1919

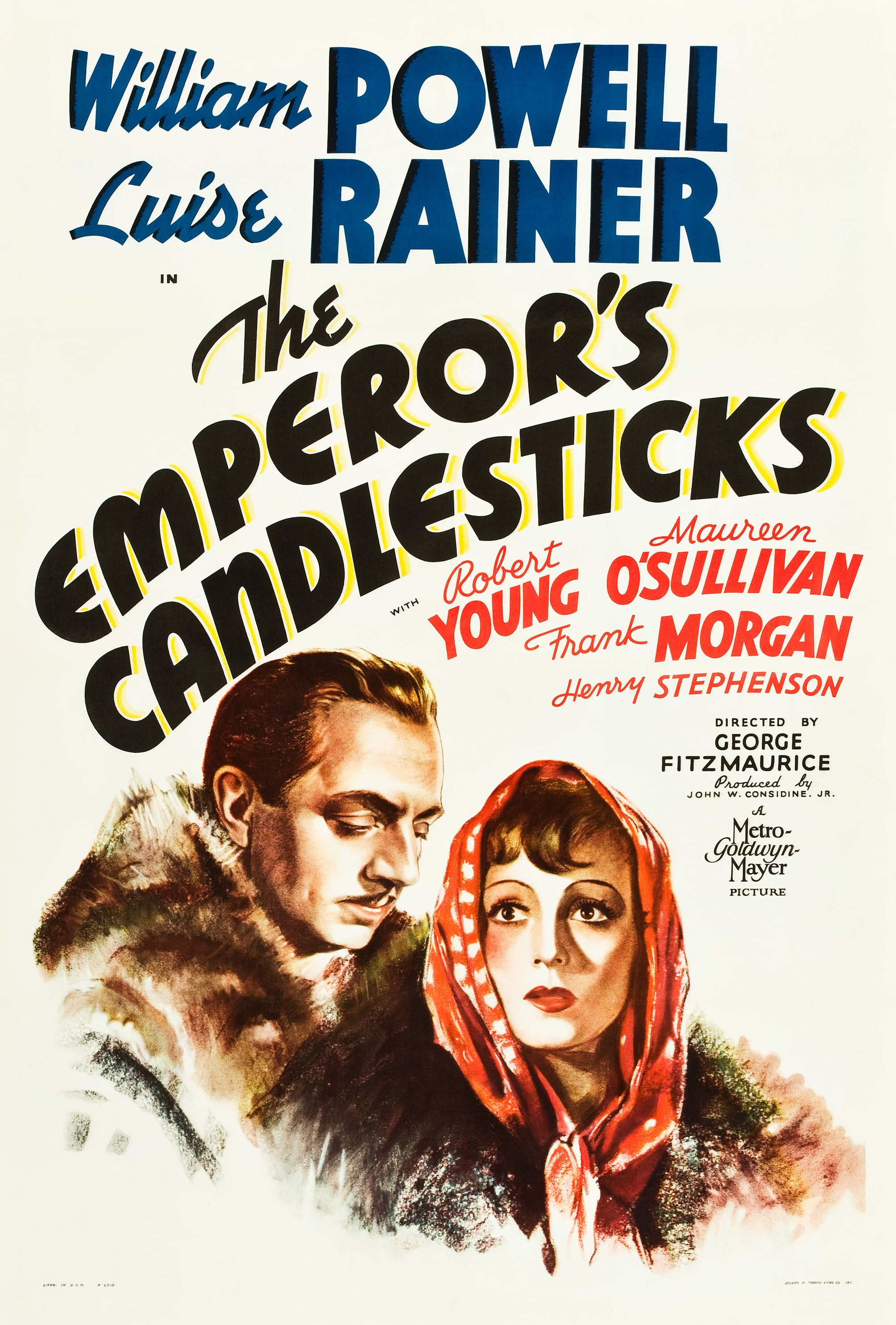
The Emperor's Candesticks, Sfeșnicele împăratului, 1937

El a fost căsătorit la un moment dat cu Ouida Bergere⁠(d), mai târziu soția lui Basil Rathbone. A doua sa soție a fost Diana Kane, o soră a actriței Lois Wilson. Cu Kane, a avut două fiice: Sheila Fitzmaurice născută în 1929 și Patricia Fitzmaurice Baxter născută în 1931.

## Filmografie

### Regizor
- When Rome Ruled⁠(d) (1914)
- Stop Thief!⁠(d) (1915)
- The Commuters⁠(d) (1915)
- At Bay⁠(d) (1915)
- Who's Who in Society⁠(d) (1915)
- Via Wireless⁠(d) (1915)
- The Money Master⁠(d) (1915)
- The Test⁠(d) (1916)
- Big Jim Garrity⁠(d) (1916)
- New York⁠(d) (1916)
- Arms and the Woman⁠(d) (1916)
- The Romantic Journey⁠(d) (1916)
- Kick In⁠(d) (1917)
- The Hunting of the Hawk⁠(d) (1917)
- The Recoil⁠(d) (1917)
- The Iron Heart⁠(d) (1917)
- Blind Man's Luck⁠(d) (1917)
- The On-the-Square Girl⁠(d) (1917)
- The Mark of Cain⁠(d) (1917)
- Sylvia of the Secret Service⁠(d) (1917)
- Innocent⁠(d) (1918)
- The Naulahka⁠(d) (1918)
- The Hillcrest Mystery⁠(d) (1918)
- A Japanese Nightingale⁠(d) (1918)
- The Narrow Path⁠(d) (1918)
- Common Clay⁠(d) (1919)
- The Cry of the Weak⁠(d) (1919)
- The Profiteers⁠(d) (1919)
- The Avalanche⁠(d) (1919)
- Our Better Selves⁠(d) (1919)
- A Society Exile⁠(d) (1919)
- Witness for the Defense⁠(d) (1919)
- Counterfeit⁠(d) (1919)
- On With the Dance⁠(d) (1920)
- Right to Love⁠(d) (1920)
- Idols of Clay⁠(d) (1920)
- Paying the Piper⁠(d) (1921)
- Experience⁠(d) (1921)
- Forever⁠(d) (1921)
- Three Live Ghosts⁠(d) (1922)
- The Man from Home⁠(d) (1922)
- Kick In⁠(d) (1922)[7]
- To Have and to Hold⁠(d) (1922)
- The Cheat⁠(d) (1923)
- Bella Donna⁠(d) (1923)
- The Eternal City⁠(d) (1923)
- Cytherea⁠(d) (1924)
- Tarnish⁠(d) (1924)
- A Thief in Paradise⁠(d) (1925)
- His Supreme Moment⁠(d) (1925)
- The Dark Angel⁠(d) (1925)
- The Son of the Sheik⁠(d) (1926)
- The Night of Love⁠(d) (1927)
- The Tender Hour⁠(d) (1927)
- Rose of the Golden West⁠(d) (1927)
- The Love Mart⁠(d) (1927)
- Lilac Time⁠(d) (1928)
- The Barker (1928)
- His Captive Woman⁠(d) (1929)
- Tiger Rose⁠(d) (1929)
- The Man and the Moment⁠(d) (1929)
- The Locked Door⁠(d) (1929)
- The Bad One⁠(d) (1930)
- Raffles⁠(d) (1930)
- The Devil to Pay!⁠(d) (1930)
- One Heavenly Night⁠(d) (1931)
- Strangers May Kiss⁠(d) (1931) uncredited
- The Unholy Garden⁠(d) (1931)
- Mata Hari (1931)
- As You Desire Me⁠(d) (1932) uncredited
- Rockabye⁠(d) (1932) uncredited
- Nana⁠(d) (1934)
- All Men Are Enemies⁠(d) (1934)
- Petticoat Fever⁠(d) (1936)
- Suzy⁠(d) (1936)
- The Last of Mrs. Cheyney⁠(d) (1937)
- The Emperor's Candlesticks⁠(d) (1937)
- Live, Love and Learn⁠(d) (1937)
- Arsène Lupin Returns⁠(d) (1938)
- Vacation from Love⁠(d) (1938)
- Adventure in Diamonds⁠(d) (1940)

### Actor
- The Avalanche (1919) – (nemenționat)
- Ben-Hur (1925) – Spectator de curse de care (nemenționat) (rolul său final de film)